# AGXT2
AGXT2‏ (Alanine—glyoxylate aminotransferase 2) هوَ بروتين يُشَفر بواسطة جين AGXT2 في الإنسان.